# Kulhudhuffushi
Kulhudhuffushi (Dhivehi: ކުޅުދުއްފުށި) est une ville des Maldives, de la subdivision Haa Dhaalu dont elle constitue la localité la plus importante avec 7 951 habitants. Ceux-ci sont répartis sur une superficie de seulement 1,72 kilomètre carré, soit une densité de 4 622 hab./km2.
La ville se trouve à environ 274 kilomètres de la capitale Malé.